# Краснофлотское (Воронежская область)
Краснофло́тское — село в Петропавловском районе Воронежской области.
Административный центр Краснофлотского сельского поселения.

## География
Село расположено у реки Матюшина.

## Улицы
| - ул. 50-летия Октября, - ул. Вербовая, - ул. Космонавтов, - ул. Краснофлотская, | - ул. Ленина, - ул. Мира, - ул. Приовражная, |

## История
Постановлением ВЦИК от 20 августа 1928 года селу Богомолово присвоено наименование Краснофлотское.

## Население
| 1859 | 1897  | 2010  | 2012  | 2013  |
| ---- | ----- | ----- | ----- | ----- |
| 350  | ↗3408 | ↘1069 | ↗1200 | ↘1176 |